# Laguna Pueblo

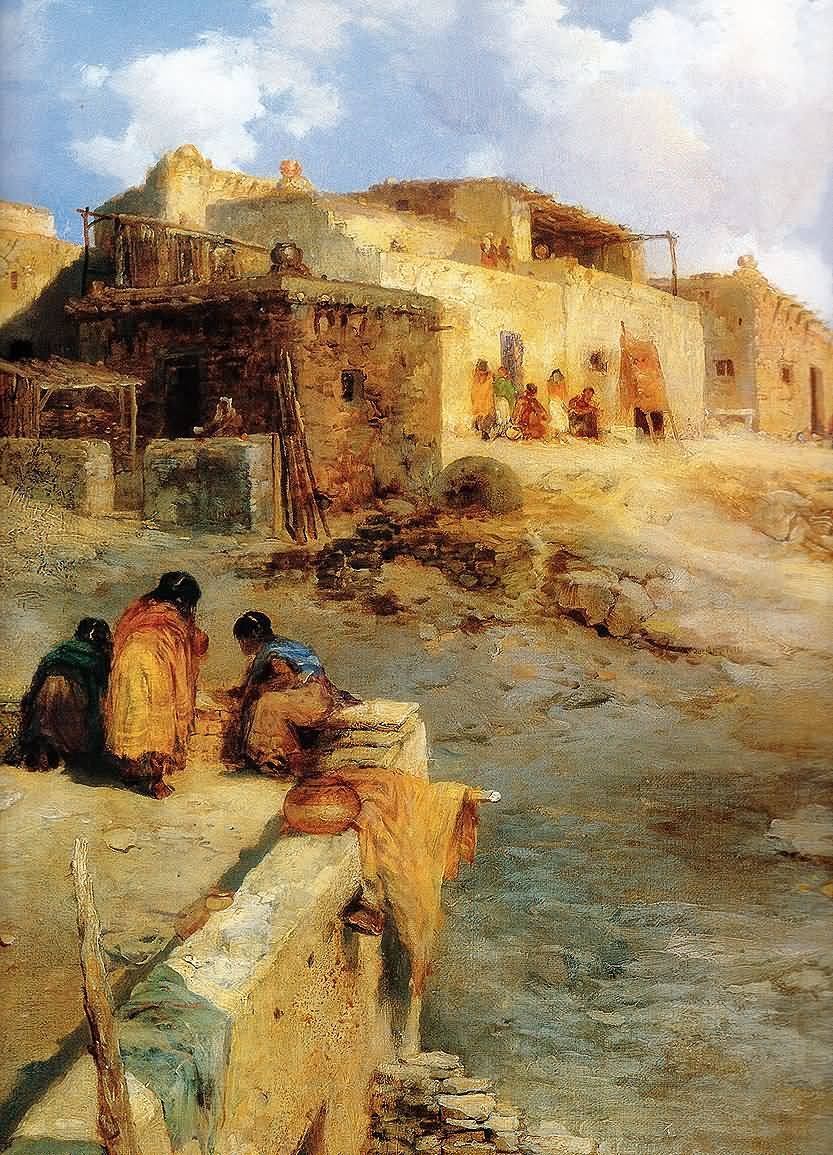
Laguna Pueblo. Målning av Thomas Moran.

Laguna Pueblo (Keresan: K'áwa'íkha) är en keresansk puebloindiansk etnisk grupp, bosatt i New Mexico ca 70 km väster om Albuquerque. Den egentliga pueblon, Old Laguna eller Kawaika, anlades omkring 1698 av keresanska flyktingar under Pueblorevolten 1680 vilka under en tid hade bott i Acoma Pueblo. Idag finns dessutom fem andra större byar. Gruppen talar en dialekt av västlig keresan, vilket är en varietet av keresan, som är ett språkligt isolat.
Vid folkräkningen 2000 rapporterade 7 465 personer att de räknade de sig som helt eller delvis tillhörande eller härstammande från Laguna. 